# Canon CAT
Canon CAT (CAT) је професионални рачунар фирме Кенон (Canon) који је почео да се производи у Јапану током 1987. године.
Користио је Motorola 68000 микропроцесорску јединицу а RAM меморија рачунара је имала капацитет од 256 KB. 
Као оперативни систем кориштен је програм специфичан за машину.

## Детаљни подаци
Детаљнији подаци о рачунару CAT су дати у табели испод.
|                       | |
| [ 1 ]                 | |
| Произвођач            | Кенон |
| Тип                   | професионални рачунар |
| Меморија              | 256 KB |
| Поријекло             | Јапан |
| Година                | 1987 |
| Тастатура             | тастатура са пуним помаком тастера (компатибилна са IBM Selectric), 49 тастера. Посебни тастери: LEAP (лијево + десно), USE FRONT, DOCUMENT/PAGE, PERM SPACE/TAB, UNDO, ERASE, LOCK, SHIFT (x2) |
| Процесор              | |
| Фреквенција процесора | 5 |
| RAM                   | 256 KB |
| ROM                   | 256 KB |
| Текст                 | непознато |
| Графика               | непознато |
| Боја                  | црно и бијело, 9-инчни показивач |
| Звук                  | непознато |
| Димензије             | 27,18 X 33,78 X 45,21 (10,7 X 13,3 X 17,8 инча) / 7,71 (17 фунти.) |
| Портови               | |
| Оперативни систем     | специфичан за машину |